# Agostino Todaro
Agostino Todaro (Palerm, Sicília; 14 de gener de 1818-ibídem; 18 d'abril de 1892) va ser un botànic italià. Va ser senador del Regne d'Itàlia en la XIIIª legislatura
Va ser professor de botànica i va arribar a ser director del Jardí Botànic de Palerm entre 1856 i 1892. Va publicar l'obra Hortus Botanicus Panormitanus entre 1876 i 1878.
L'estàndard de nomenclatura binominal Tod. s'aplica a les espècies descrites per Agostino Todaro.

## Honors
Limonium todaroanum, un rar endemisme botànic sicilià, es va dedicar a la seva memòria.

## Obres
- Orchideae siculae sive enumeratio orchidearum in Sicilia hucusque detectarum, Ex Empedoclea Officina, Panormi 1842 (italià)
- Rapporto della Commissione per l'imboschimento e censuazione di Monte Pellegrino, con G. Schiro, Lima, Palermo 1851. (italià)
- Nuovi generi e nuove specie di piante coltivate nel Real Orto Botanico di Palermo, Pagando e Piola, Palermo 1858 (italià)
- Relazione sui cotoni coltivati al r. Orto botanico nell'anno 1864, Lorsnaider, Palermo 1864. (italià)
- Synopsis plantarum acotyledonearum vascularium sponte provenientium in Sicilia insulisque adjacentibus, Lao, Palermo 1866. (italià)
- Relazione sui cotoni coltivati nel r. Orto botanico di Palermo nell'anno 1876, Lao, Palermo 1877. (italià)
- Relazione sulla cultura dei cotoni in Italia, seguita da una monografia del genere Gossypium, Stamp. Reale, Palermo 1878. (italià)
- Sopra una nuova specie di Fourcroya, Lao, Palermo 1879. (italià)